# Cinchonina
La cinchonina es un alcaloide que se encuentra en Cinchona officinalis.  Se utiliza en síntesis asimétrica en química orgánica. Es un estereoisómero y pseudo- enantiómero de cinchonidina.